# Ramón Aras
Ramón de Aras Jáuregui (Bilbao, 1881-San Sebastián, 1966) fue un político español y una de las figuras más importantes de la sociedad vasca del primer cuarto del siglo XX. Fue concejal de la ciudad entre 1913 y 1917 y fue mecenas de varios pintores de la época, como Darío de Regoyos. Como tantas otras fortunas vascas de su tiempo, dedicó grandes sumas de dinero a crear una vasta y valiosa colección de arte, siendo una de las más señaladas e importantes de Bilbao.
Fue socio de honor y tesorero del Athletic Club (financiado en parte con su propio bolsillo) y ejerció como cuarto presidente del mismo entre 1906 y 1908. Bajo su presidencia, el club se fusionó con el Unión Vizcaíno para formar el Bizcaya, que fue creado especialmente para participar en la Copa del Rey de fútbol 1907, enfrentó problemas internos y sufrió una sequía de títulos.

## Carrera futbolística

### Bilbao FC
Nacido en Bilbao, Aras comenzó a disputar partidos de fútbol en el Hipódromo de Lamiaco, que por aquel entonces era la sede del fútbol organizado en Vizcaya.
A finales de la década de 1890, Aras se convirtió en miembro de un grupo informal liderado por Carlos Castellanos, el llamado Bilbao Football Club, la primera entidad que jugó al fútbol en Bilbao desde la desaparición del Club Atleta. Aunque se constituyó en 1896, no fue hasta el 30 de noviembre de 1900 cuando el club quedó oficialmente constituido en una reunión celebrada en la casa del industrial José Luis de Villabaso (1852-1917) en el barrio vizcaíno de Algorta. La fecha de fundación del nuevo Bilbao FC (la festividad de Andrés el Apóstol) puede ser casual o interpretarse en clave nacionalista vasca, ya que Aras era un destacado nacionalista. Posteriormente se eligió la junta directiva de la entidad, siendo ratificado Castellanos como presidente y Aras como tesorero. Nunca jugó un partido con el club, ni oficial ni no oficial.
Debido al agotamiento financiero y la pérdida de interés por el fútbol, los propietarios del Bilbao FC acordaron en la Junta General del 29 de marzo de 1903 disolver el club, siendo sus restantes socios y asociados absorbidos oficialmente por el Athletic Club, entre ellos Aras, que fue nombrado socio de honor y tesorero del Athletic Club, que fue financiado en parte por su propio bolsillo.

## Presidencia del Athletic Bilbao
Entre 1904 y 1905, el Athletic apenas disputó partidos por falta de rivales de peso en su territorio, lo que provocó una crisis deportiva. En 1906, fue elegido como el 4.º presidente del Athletic Bilbao, cargo que ocupó durante dos años hasta 1908, cuando fue sustituido por Alberto Zarraoa. Bajo su presidencia, el club llegó a la final de la Copa del Rey de fútbol 1906, que el Athletic perdió por 1-4 ante el Madrid FC.
Avergonzado por este resultado, Aras decidió abrir negociaciones con el presidente del segundo club más importante de Bilbao, Alberto Zárraga del Unión Vizcaíno, para unir a los mejores jugadores de cada club para formar un equipo conocido como Bizcaya, que fue creado especialmente para tomar parte en la Copa del Rey de fútbol 1907. Se celebraron así varias reuniones entre los primeros equipos de cada club con el fin de realizar una selección y «reactivar» el equipo del Club Bizcaya que había sido utilizado en 1902 para la Copa de la Coronación, pero no bajo el formato de equipo ocasional como se hizo en 1902, sino bajo el paraguas legal de una sociedad con estatutos y una junta convencional que pudiera participar en la Copa del Rey. Este plan pareció funcionar, ya que el Bizcaya y el Madrid FC terminaron empatados a puntos, lo que significa que se tuvo que jugar un play-off el 30 de marzo, pero el Bizcaya perdió 0-1 gracias a un gol tardío de Manuel Prast. Durante sus dos años al frente del club, no logró ganar ningún título, convirtiéndose en el primer presidente en lograrlo desde Luis Márquez Marmolejo, quien no compitió en ninguna competición.

## Carrera política
En política, Aras fue un nacionalista vasco y fue concejal de la ciudad de Bilbao entre 1913 y 1917, incluso bajo el mandato del alcalde de la ciudad Mario Arana, quien también había sido jugador de fútbol del Athletic en su juventud.

## Colección de arte
Aunque muchos de los nuevos enriquecidos vascos de su época gastaron sus fortunas en decorar los lujosos interiores de sus mansiones, el caso de Aras fue diferente, ya que dedicó grandes sumas de dinero a crear una vasta y valiosa colección de arte, que fue durante buena parte del siglo XX una de las más destacadas e importantes de Bilbao. Se comprometió lealmente a hacer accesible su colección al público de la ciudad, prueba de ello son los catálogos del Museo durante las tres primeras décadas del siglo, que incluyen obras cedidas o donadas que iban desde una selección de tapices flamencos, marfiles y relicarios hasta pinturas. La magnitud de la colección original era tan grande que simplemente comparándola con la del propio museo, que abrió sus puertas en 1914, contaba con 137 obras, mientras que él fácilmente multiplicaría esa cifra varias veces. Un buen número de estas obras forman parte del actual Museo de Bellas Artes de Bilbao.
Aras también fue uno de sus patrocinadores, así como juez en concursos artísticos.
Durante el conflicto de la guerra civil española y el bombardeo de Guernica, la salvaguardia del patrimonio cultural se convirtió en un objetivo prioritario, y la colección de Aras estuvo obviamente incluida. Una buena parte de sus obras fueron trasladadas al Museo de Bilbao para evitar su destrucción. Por temor a los bombardeos, una parte de los fondos fue retirada de la institución y trasladada a París. La falta de control con que se llevó a cabo, sumada a las vicisitudes de la propia guerra, provocó que se perdieran buena parte de los fondos que se atesoraban. Un ejemplo de ello se ve en imágenes de 1936 y 1937 en las que se apilan los cuadros y los marcos que fueron separados de los cuadros con el fin de facilitar su traslado y por tanto perjudicando su estado de conservación.
Después de la guerra, su influencia en la ciudad de Bilbao perdió fuerza, así como el volumen de la colección, una parte perdida y otra donada a su propio pueblo.

## Muerte
Aras murió en San Sebastián en 1966, a la edad de 84 u 85 años, sin ninguna mención en la prensa en aquella época a pesar de haber sido uno de los hombres influyentes de la sociedad vasca.